# 重庆巴人博物馆
重庆巴人博物馆（英語：Chongqing Ba People Museum）是一座位于重庆的巴人主题博物馆。博物馆隶属于重庆市九龙坡区文化和旅游发展委员会，重庆市九龙坡区文物管理所负责日常运营。

## 历史
2004年11月开始筹建，2007年4月建成开馆，位于重庆市高新技术开发区九龙园区红狮大道6号，建筑面积2,958平方米。

## 营业时间
- 周二至周日：上午九点至下午五点
- 周一闭馆

## 交通
- 重庆轨道交通环线二郎站